# 埃別伊特湖
54°40′00″N 71°45′00″E / 54.6667°N 71.75°E
埃別伊特湖（俄语：Эбейты），是俄羅斯的湖泊，位於該國西南部，由鄂木斯克州負責管轄，長14公里、寬11公里，面積113平方公里，湖岸線長度34公里，海拔高度54米，最大水深2米。